# Nicolás Rodríguez
Nicolás Rodríguez, né le 30 avril 1991 à Vigo (Espagne), est un skipper espagnol. Il a remporté la médaille de bronze olympique en 470 en 2020. 

## Palmarès
- Jeux olympiques de 2020 : 
  -  Médaille de bronze en 470 avec Jordi Xammar